# Каменская Суева
Каменская Суева (Каменная Суева, в низовьях Суева Старица) — река в России, протекает в Каменском районе Алтайского края. Длина реки составляет 16 км.
Течёт на запад по заболоченной пойме Оби. Устье реки находится в 3169 км по левому берегу реки Обь у города Камень-на Оби. От реки отделяется Кулундинский магистральный канал.

## Данные водного реестра
По данным государственного водного реестра России относится к Верхнеобскому бассейновому округу, водохозяйственный участок реки — Обь от города Барнаул до Новосибирского гидроузла, без реки Чумыш, речной подбассейн реки — бассейны притоков (Верхней) Оби до впадения Томи. Речной бассейн реки — (Верхняя) Обь до впадения Иртыша.
Код водного объекта — 13010200512115200003988.